# Ovale (circuit automobile)
Pour l’article homonyme, voir Ovale.

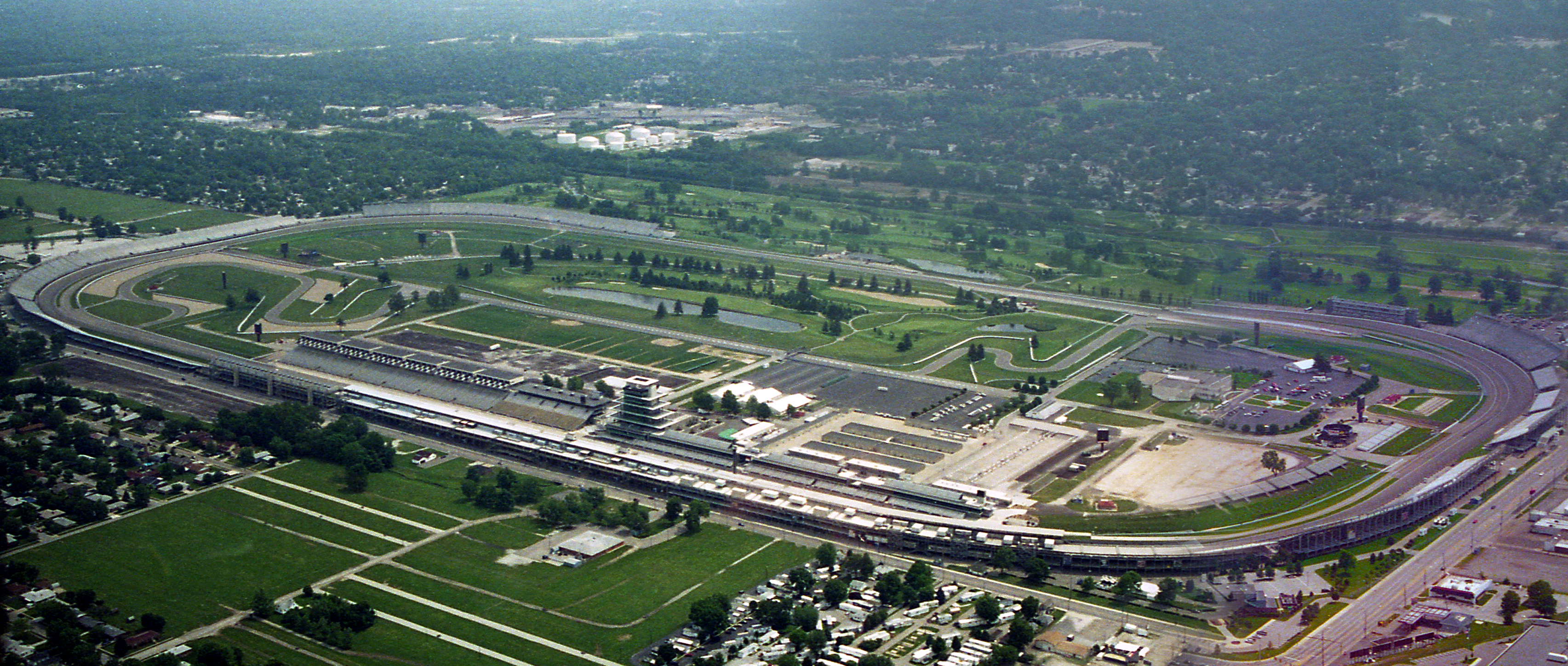
Indianapolis Motor Speedway.

En automobile, un « ovale » ou « anneau de vitesse » est une piste en anneau destinée à la compétition, essentiellement aux États-Unis. Appelée speedway par les anglophones, elle sert généralement à des courses de vitesse avec pour catégories reines la NASCAR et l'IndyCar. Le plus célèbre des ovales est sans doute l'Indianapolis Motor Speedway, hôte des fameux 500 miles d'Indianapolis.
Un « ovale » n'est pas un ovale parfait, la forme est plus proche d'une ellipse. On classe généralement les ovales par longueur, forme, surface ou encore par le degré d'inclinaison des « bankings » (les virages relevés).

## Caractéristiques

### Longueurs

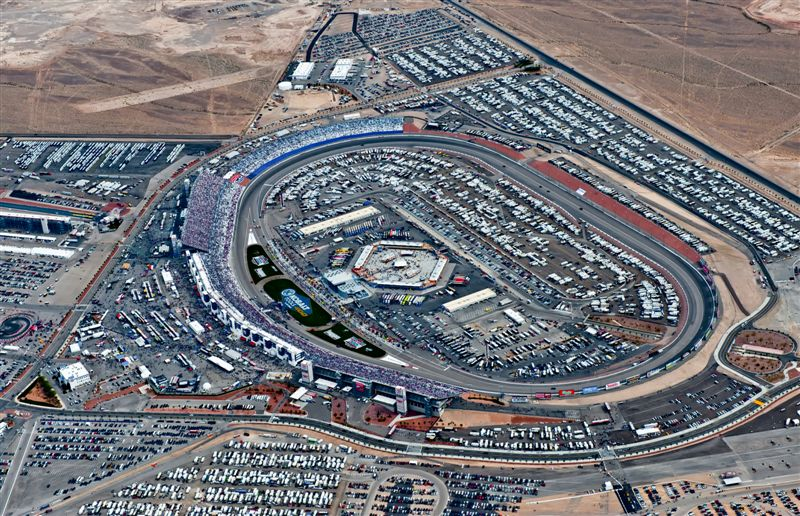
Las Vegas Motor Speedway, avec 1.5 miles.

- Les short-tracks : les plus petits circuits de moins de 1,6 km, soit 1 mile (Martinsville Speedway)
- Les speedways : les circuits intermédiaires d'1,6 km à 3,2 km, soit 2 miles (Charlotte Motor Speedway)
- Les superspeedways : les plus grands circuits, d'au moins 3,2 km et plus (Talladega Superspeedway)

### Formes

Ovale en D

Tri-ovale

On distingue également leurs formes, ainsi il y a les ovales classiques en forme de 0. Sur ce type d'ovales les virages vont par paires, ainsi le virage 1 et 2 sont presque symétriques, de même pour les virages 3 et 4.
Les ovales en forme de D ou quad-ovale sont les plus courants. Les virages sont légèrement différents les uns des autres par leur inclinaison progressive, en plus d'une « ligne droite » avant coudée, la ligne droite arrière étant la véritable ligne droite.
Enfin les tri-ovales, ayant la forme d'un triangle. La particularité est d'avoir une ligne droite avant coudée accentuée dans le cas de Daytona, mais l'ovale de Pocono dispose de trois virages différents les uns des autres.

### Surfaces
Le surfaçage des pistes est différent d'un circuit à l'autre. Dans le sport automobile de haut niveau, la surface est soit en béton soit en asphalte. Ailleurs, on trouve des pistes en terre (l'Eldora Speedway, par exemple, est utilisé en Camping World Truck Series).
En motocyclisme, on trouve également des ovales plus petits en terre battue pour le speedway moto et même sur glace (moto sur glace).

### Inclinaison

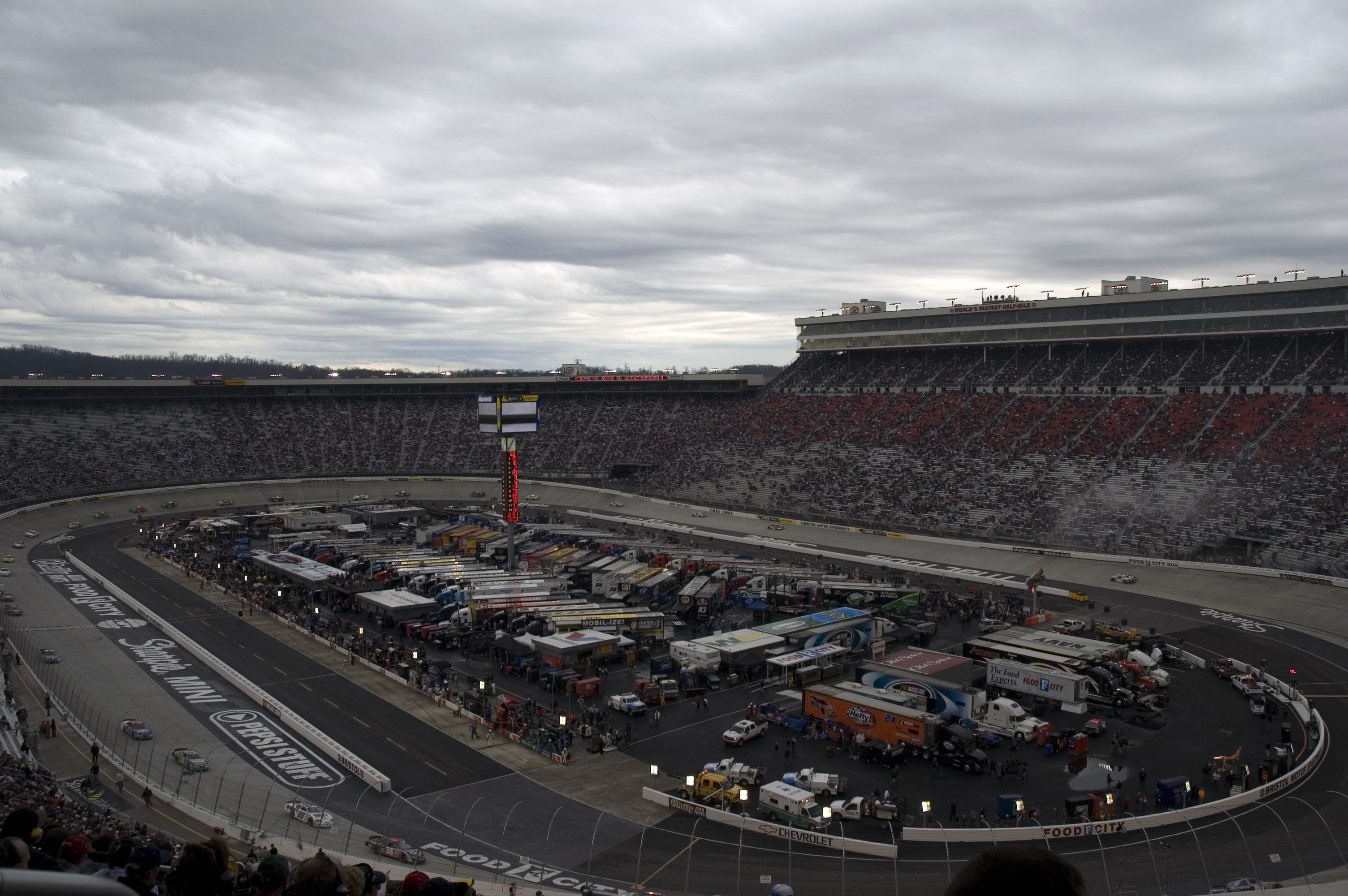
Bristol Motor Speedway, avec 30 degrés d'inclinaison.

Enfin, le dernier élément de distinction est le degré d'inclinaison qui peut varier de zéro jusqu'à plus de 30° d'inclinaison selon les ovales. Le « banking », comme le nomment les américains, est une des particularités des ovales. Une inclinaison dans les virages permet de conserver une vitesse élevée en courbe. Elle peut être constante dans tout un virage, ou bien progressive. Les lignes droites avants (face aux stands) sont généralement les plus inclinées, au contraire des lignes droites arrières (à l'oppose des stands) qui sont le plus souvent plates, ou très peu inclinées.

## Comparaison avec les circuits routiers
La course sur circuit ovale demande aux pilotes des qualités différentes que sur circuit routier. Les changements de vitesse et les freinages sont beaucoup moins fréquents, voire inexistants, il faut par contre gérer la vitesse élevée constante, l'aspiration, et l'inclinaison de la piste. Dans une épreuve routière, on dégage une trajectoire principale (la corde), alors que sur un ovale il y a parfois plusieurs trajectoires possibles. Par ailleurs, on tourne dans le sens anti-horaire sur un ovale (les virages se prennent toujours vers la gauche), particulièrement en Amérique du Nord ce qui est rarement le cas sur circuit routier ou sur les ovales européens comme Monza ou Linas-Montlhéry.
La compétition automobile sur ovale favorise les dépassements et le spectacle en général, avec de nombreuses interruptions de course et des relances qui permettent au peloton de se regrouper.
Sur le plan de la sécurité, là où un pilote de circuit routier bénéficie d'échappatoires et de bacs à sable en cas de sortie de piste, le pilote d'ovale ne peut faire la moindre erreur de trajectoire sans risquer de heurter le mur. Enfin, contrairement à la course sur circuit routier, on court rarement sur ovale en cas de pluie.

## En Europe
Il existe quelques ovales en Europe, dont deux furent utilisés par le Champ Car :
- Lausitzring, construit en 1998
- Rockingham, construit en 2001

D'autres ovales existent et ont, pour certains, accueilli des courses internationales :
- Circuit de Brooklands, construit en 1907
- Opel-Rennbahn (en), construit en 1919
- Circuit de Monza, construit en 1922 (jusqu'en 1969)
- Autodrome de Terramar, construit en 1923
- Piste d'essai du Lingotto, construit en 1923
- Autodrome de Linas-Montlhéry, construit en 1924
- Circuit de Miramas, construit en 1924
- Grenzlandring, transformé en circuit en 1947
- Nardò, construit en 1975
- Raceway Venray (en), construit en 1990
- Tours Speedway : circuit temporaire depuis 2012, accueillant le Whelen Euro Series

Pistes d'essai :
- Piste d'essai du Lingotto, construit en 1923
- Millbrook Proving Ground (en), construit en 1968

## Galerie

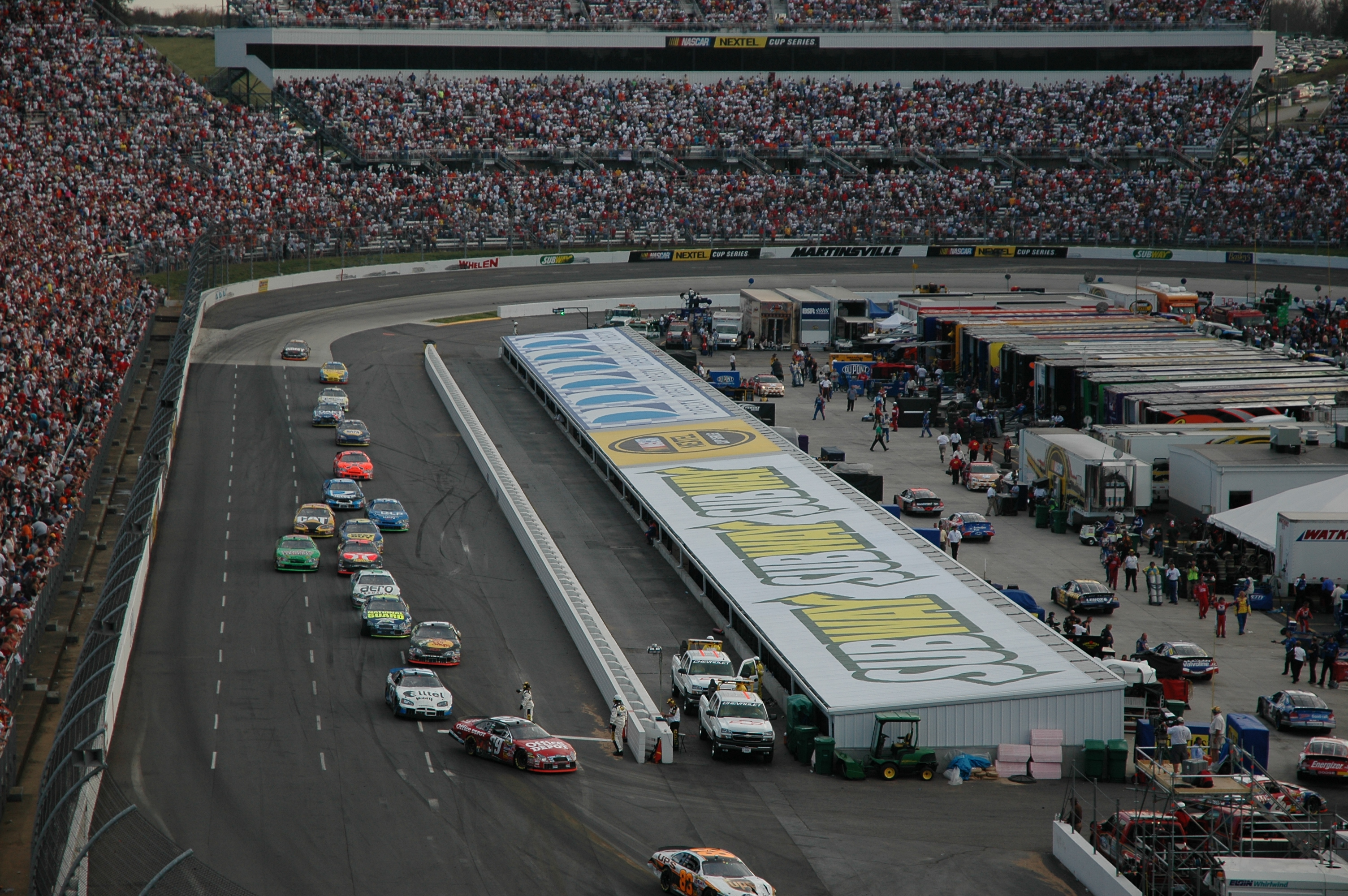
Martinsville
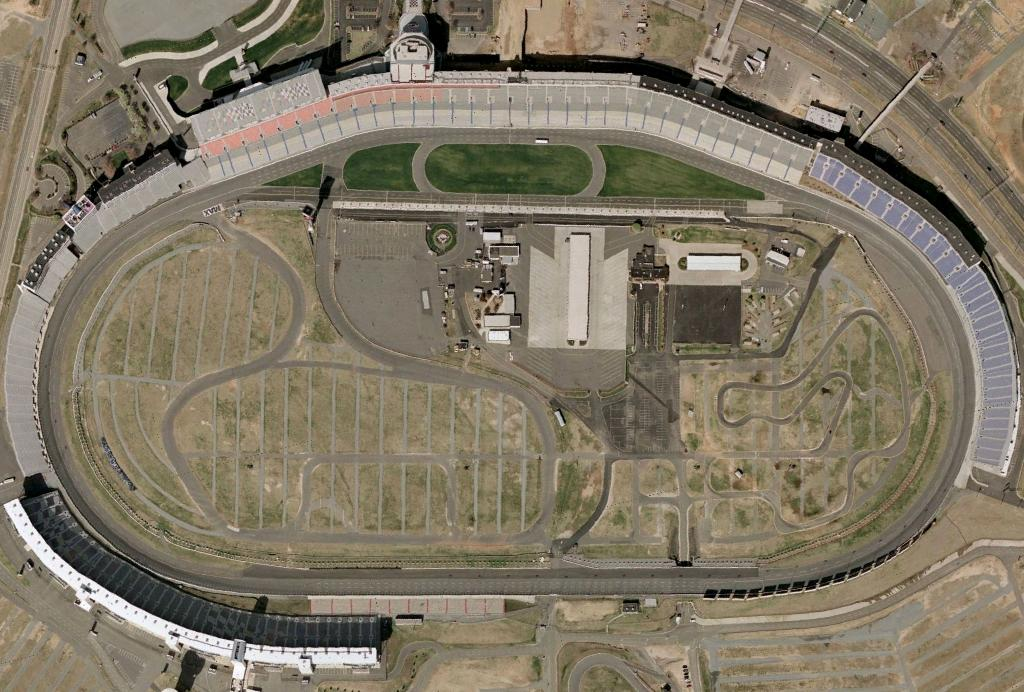
Charlotte Motor speedway
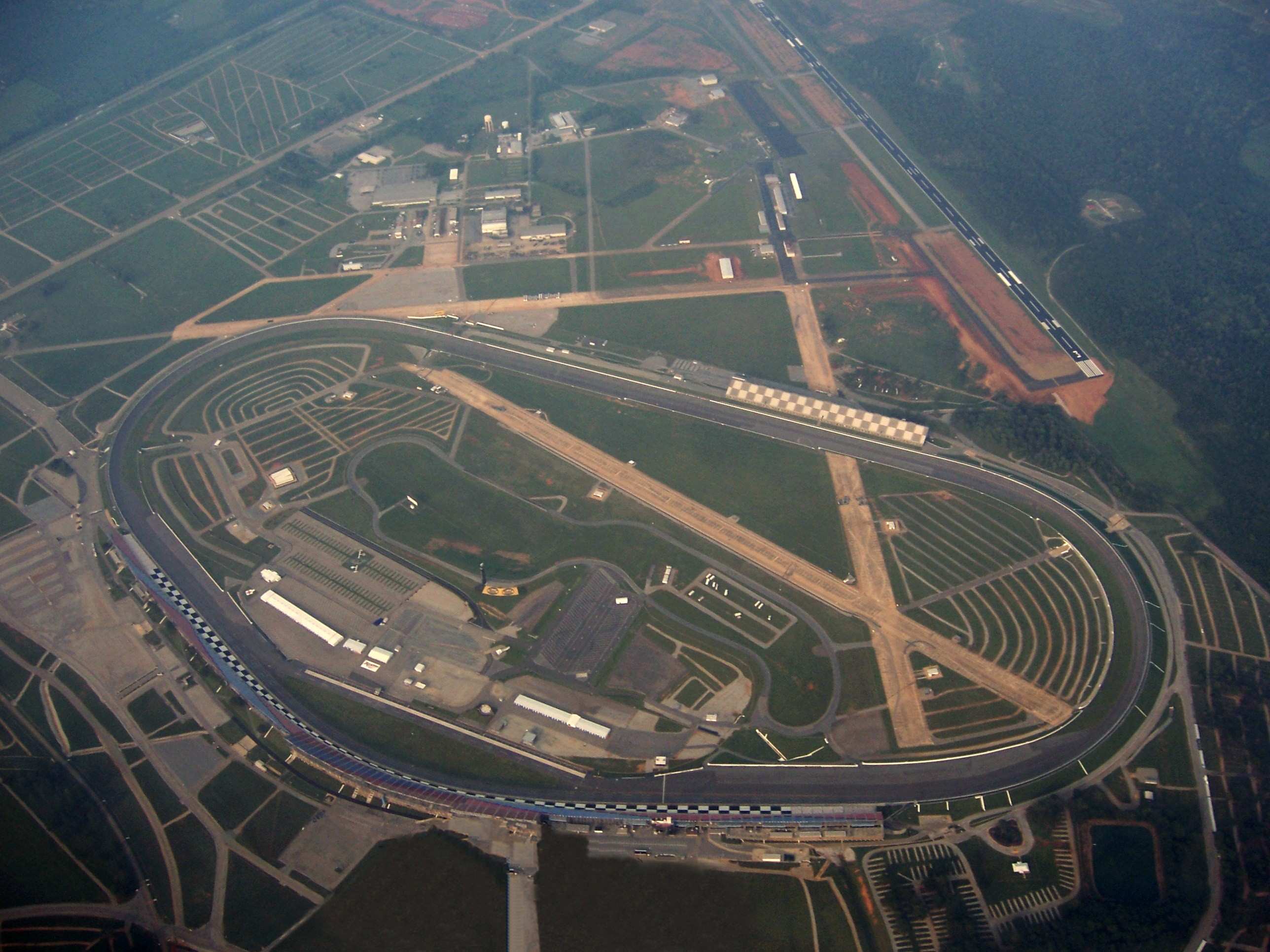
Talladega
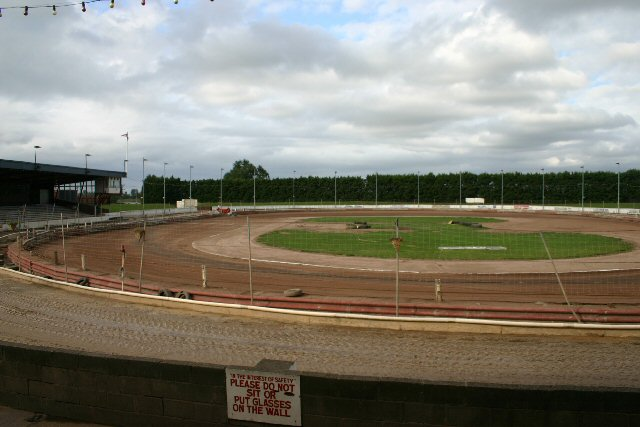
Ovale en terre
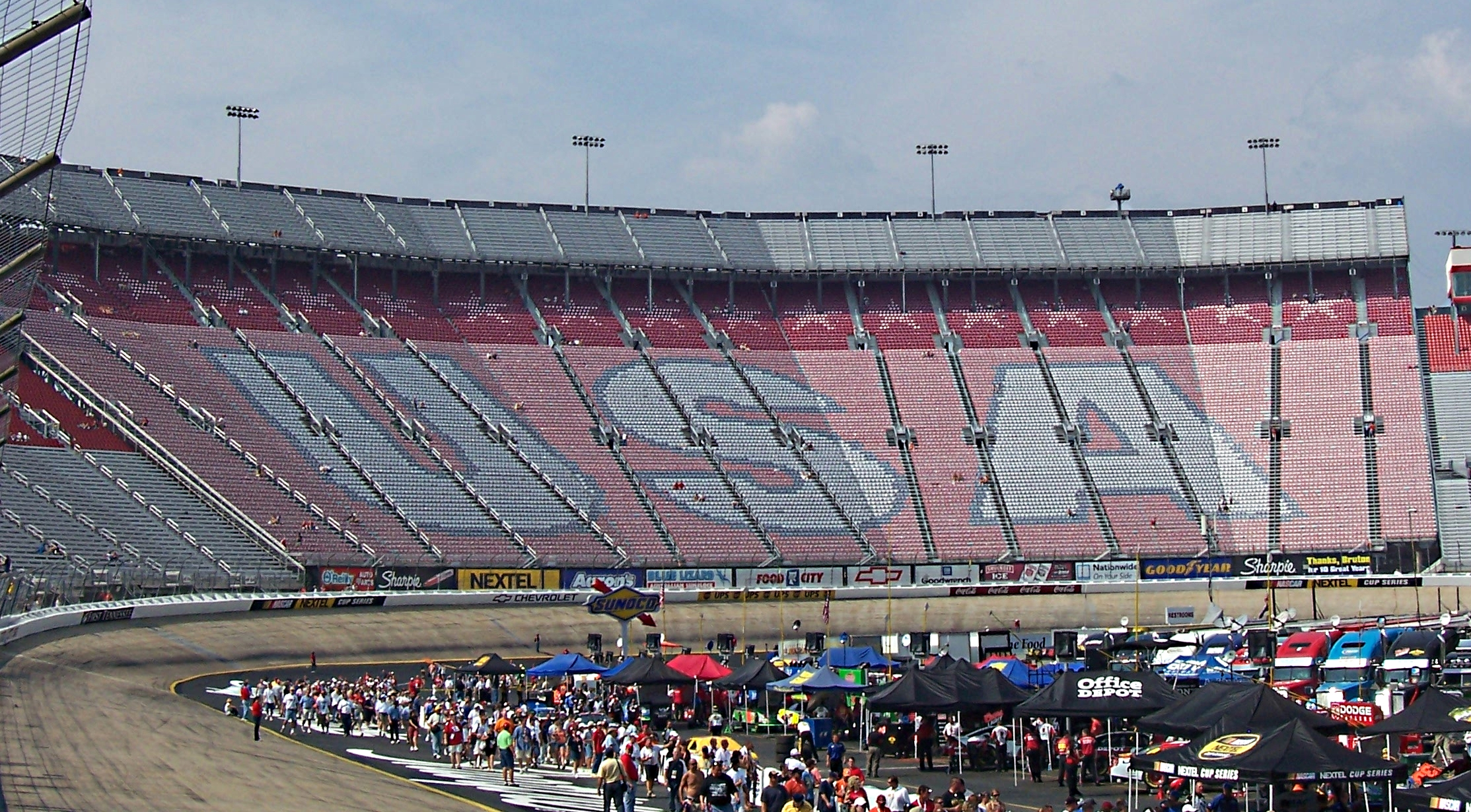
Bristol
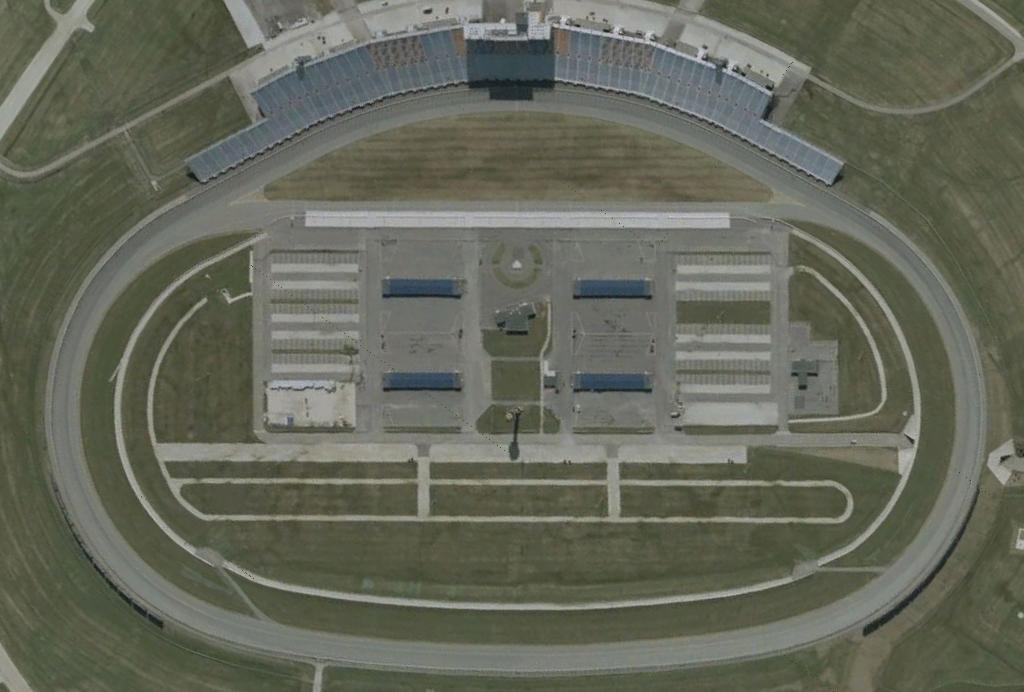
Chicagoland
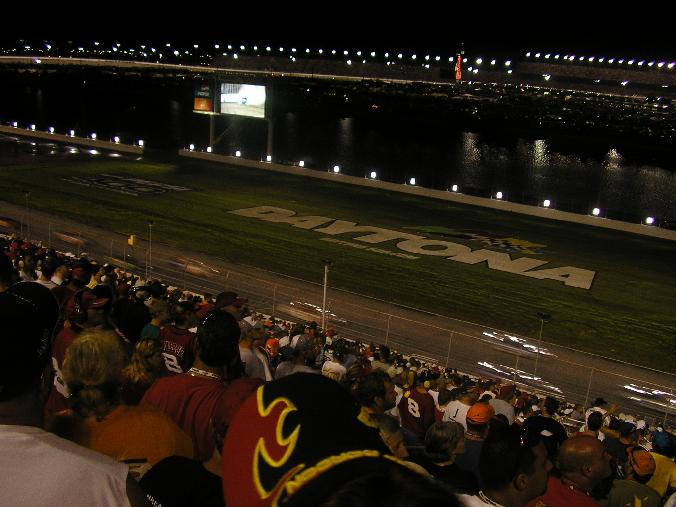
Course nocturne à Daytona

## Source
- (en) Cet article est partiellement ou en totalité issu de l’article de Wikipédia en anglais intitulé « Oval track racing » (voir la liste des auteurs).